# Fort Riley North
Fort Riley North é uma Região censo-designada localizada no estado americano de Kansas, no Condado de Geary e Condado de Riley.

## Demografia
Segundo o censo americano de 2000, a sua população era de 8114 habitantes.

## Geografia
De acordo com o United States Census Bureau tem uma área de
13,2 km², dos quais 13,2 km² cobertos por terra e 0,0 km² cobertos por água.

## Localidades na vizinhança
O diagrama seguinte representa as localidades num raio de 16 km ao redor de Fort Riley North.